# Singapores herrlandslag i fotboll
Singapores herrlandslag i fotboll (engelska: Singapore national football team) kontrolleras av Football Association of Singapore (FAS).
1928 lyckades en singaporiansk elva besegra Australien  med 4-2 i Singapore, men förlorade också med 0-1 mot samma lag. Laget bestod av spelare från Singapore Chinese FA och Malay FA. Den 22 maj 1948 spelade Singapore sin första riktiga landskamp, en match där det blev hemmavinst med 1-0 mot Republiken Kina.

### Fotnoter
1. ↑  ”Men's Ranking”. Fifa. https://inside.fifa.com/fifa-world-ranking/men?dateId=id14415. Läst 2 juli 2024.
2. ↑  http://www.eloratings.net/Singapore